# Andreas Kost
Andreas Kost (* 13. August 1962 in Solingen) ist ein deutscher Politikwissenschaftler. Er ist stellvertretender Leiter der Landeszentrale für politische Bildung Nordrhein-Westfalen und dort für den Bereich Publikationen verantwortlich. Außerdem ist er Honorarprofessor am Institut für Politikwissenschaft und der NRW School of Governance der Universität Duisburg-Essen.

## Leben
1982 erhielt Kost sein Abitur am Städtischen Gymnasium in Erkrath-Hochdahl. 1982 bis 1983 leistete er seinen Grundwehrdienst in Stade, Rotenburg (Wümme) und in Hilden. Danach begann er sein Studium an der Universität Duisburg. 1991 schloss er sein Studium als Diplom-Sozialwissenschaftler mit der Studienrichtung Politische Wissenschaft und den Nebenfächern Wirtschaftspolitik und Recht ab. Zwischen 1990 und 1993 war er als freier Mitarbeiter für infas in Bonn, die Landeszentrale für politische Bildung Nordrhein-Westfalen und für das Institut für Kommunal- und Verwaltungswissenschaften e.V. in Düsseldorf tätig, an dessen Aufbau er mit beteiligt war. 1999 wurde er mit einer empirischen Studie zu Bürgerbegehren und Bürgerentscheiden in Nordrhein-Westfalen zum Dr. sc. pol. an der Universität Duisburg promoviert.
Seit 1993 ist er bei der Landeszentrale für politische Bildung Nordrhein-Westfalen angestellt. Dort ist er seit 2008 stellvertretender Leiter und für den gesamten Bereich Publikationen verantwortlich.
Die Arbeits- und Forschungsschwerpunkte von Kost sind allgemein Aspekte zur Demokratieentwicklung, konkret politische Partizipation (insbesondere direkte Demokratie), Kommunalpolitik, Bürokratie und Organisation sowie die Landeskunde Nordrhein-Westfalens. Kost ist Mitglied des Kuratoriums von Mehr Demokratie.
Andreas Kost ist Autor und Herausgeber zahlreicher Bücher und Aufsätze. Seine Schriften zur direkten Demokratie haben Standardcharakter. 2003 und 2010 in der zweiten Auflage war er zusammen mit Hans-Georg Wehling Herausgeber des Sammelbandes „Kommunalpolitik in den deutschen Ländern“ der Länderreihe der Landeszentralen für politische Bildung. 2005 folgte der Sammelband „Direkte Demokratie in den deutschen Ländern“ (alleiniger Herausgeber) und 2010 zusammen mit Reinhold Weber und Werner Rellecke der Sammelband „Parteien in den deutschen Ländern“. 2019 erschien von ihm das mit Marcel Solar herausgegebene „Lexikon direkte Demokratie in Deutschland“. Im Dezember 2006 wurde er von der Universität Duisburg-Essen zum Honorarprofessor ernannt.

## Publikationen (Auswahl)
- Andreas Kost: Bürgerbegehren und Bürgerentscheid. Genese, Programm und Wirkungen am Beispiel Nordrhein-Westfalen. Wochenschau Verlag, Schwalbach/Ts. 1999, zugleich: Dissertation, Universität Duisburg, ISBN 978-3-87920-484-7.
- Ralph Angermund, Edmund Budrich, Andreas Kost (Konzeption): NRW-Lexikon. Politik – Gesellschaft – Wirtschaft – Recht – Kultur. 2. Auflage, Verlag Leske + Budrich, Opladen 2000, ISBN 978-3-8100-2336-0.
- Andreas Kost: Demokratie von unten. Bürgerbegehren und Bürgerentscheide in NRW. Wochenschau Verlag, Schwalbach/Ts. 2002, ISBN 978-3-87920-465-6.
- Andreas Kost und Hans-Georg Wehling (Herausgeber): Kommunalpolitik in den deutschen Ländern. Eine Einführung. Westdeutscher Verlag, Wiesbaden 2003, ISBN 978-3-531-13651-6.
- Andreas Kost (Herausgeber): Direkte Demokratie in den deutschen Ländern. Eine Einführung. VS Verlag für Sozialwissenschaften, Wiesbaden 2005, ISBN 978-3-531-14251-7.
- Andreas Kost: Direkte Demokratie. (Lehrbuchreihe ELEMENTE DER POLITIK), VS Verlag für Sozialwissenschaften, Wiesbaden 2008, ISBN 978-3-531-15190-8.
- Andreas Kost und Hans-Georg Wehling (Herausgeber): Kommunalpolitik in den deutschen Ländern. Eine Einführung. 2. Auflage, VS Verlag für Sozialwissenschaften, Wiesbaden 2010, ISBN 978-3-531-17007-7.
- Andreas Kost, Werner Rellecke und Reinhold Weber (Herausgeber): Parteien in den deutschen Ländern. Geschichte und Gegenwart. Beck Verlag, München 2010, ISBN 978-3-406-60650-2.
- Andreas Kost: Direkte Demokratie (Elemente der Politik). 2. Auflage, Springer VS, Wiesbaden 2013, ISBN 978-3-531-19246-8.
- Andreas Kost, Caroline E. Heil und Bettina Schmitt: Kommunalpolitik in meiner Stadt. Richard Boorberg Verlag, Stuttgart 2018, ISBN 978-3-415-06186-6

- Andreas Kost und Marcel Solar (Herausgeber): Lexikon Direkte Demokratie in Deutschland. Springer VS, Wiesbaden 2019, ISBN 978-3-658-21783-9.
- Andreas Kost und Hans-Georg Wehling (Herausgeber): Kommunalpolitik in den deutschen Ländern. Eine Einführung. VS Verlag für Sozialwissenschaften, 2. Auflage 2010, ISBN 978-3-531-92034-4.
- Andreas Kost, Werner Rellecke und Reinhold Weber (Herausgeber): Parteien in den deutschen Ländern. Geschichte und Gegenwart. Beck Verlag, München 2010, ISBN 978-3-406-60650-2.
- Andreas Kost, Peter Massing und Marion Reiser (Herausgeber): Handbuch Demokratie. Wochenschau Verlag, Frankfurt am Main 2020, ISBN 978-3-7344-0951-6.

## Aufsätze/Artikel in Sammelbänden sowie Fachliteratur und Fachzeitschriften
- in: Christa Höher-Pfeifer, Rat und Verwaltung in NRW. 2. Aufl., Votum Verlag, Münster 2000, ISBN 978-3-9304-0537-4.
  - Andreas Kost: Wahlen und Wahlsystem, S. 70–71.
  - Andreas Kost: Das Bürgerbegehren und der Bürgerentscheid, S. 74–77.
- in: NRW-Lexikon. Politik – Gesellschaft – Wirtschaft – Recht – Kultur, 2. Aufl., Verlag Leske + Budrich, Opladen 2000, ISBN 978-3-8100-2336-0.
  - Andreas Kost: Bildung, Demokratie, Kommunikation, Parteien / Wahlen, Siedlung / Wohnumfeld, S. 38–39, S. 64–65, S. 152, S. 237–238, S. 263–264.
- in: Otmar Jung / Franz-Ludwig Knemeyer, Im Blickpunkt: Direkte Demokratie, Olzog Verlag, München 2001, ISBN 978-3-7892-8063-4, Andreas Kost: Vorwort, S. 9–11
- in: Gemeindeordnung des Landes Nordrhein-Westfalen (Textausgabe der Landeszentrale für politische Bildung Nordrhein-Westfalen; Stand: Dezember 2001. Andreas Kost: Einführung, Düsseldorf 2002, S. 9–13.)
- in: Theo Schiller / Volker Mittendorf (Hrsg.), Direkte Demokratie. Forschung und Perspektiven, Westdeutscher Verlag, Wiesbaden 2002, ISBN 978-3-322-80430-3, Andreas Kost und Hans-Georg Wehling: Das Output-Spektrum von Bürgerbegehren und Bürgerentscheiden, S. 207–217.
- in: Ders. / Hans-Georg Wehling (Hrsg.), Kommunalpolitik in den deutschen Ländern. Westdeutscher Verlag, Wiesbaden 2003, ISBN 978-3-531-92034-4.
  - Andreas Kost und Hans-Georg Wehling: Kommunalpolitik in der Bundesrepublik Deutschland – eine Einführung, S. 7–19.
  - Andreas Kost: Kommunalpolitik in Nordrhein-Westfalen, S. 197–219.
  - Andreas Kost: Direkte Demokratie auf kommunaler Ebene, S. 335–348.
- in: Andreas Dornheim / Sylvia Greiffenhagen (Hrsg.), Identität und politische Kultur, Kohlhammer Verlag, Stuttgart 2003, ISBN 978-3-1701-7602-7, Andreas Kost: „Wir in NRW“. Aktivitäten und Identitäten, S. 230–238.
- in: Dieter Grunow (Hrsg.), Verwaltung in Nordrhein-Westfalen. Zwischen Ärmelschoner und E-Government, Aschendorff Verlag, Münster 2003, ISBN 978-3-4020-5419-2, Andreas Kost: Verwaltung in NRW. Glossar zur Verwaltung NRW, S. 299–319.
- in: Hans-Georg Wehling (Hrsg.), Die deutschen Länder. Geschichte – Politik – Wirtschaft, 3. Aufl., VS Verlag für Sozialwissenschaften, Wiesbaden 2004, ISBN 978-3-322-83394-5, Andreas Kost: Nordrhein-Westfalen. Vom Land aus der Retorte zum „Wir-Gefühl“, S. 199–214
- in: Zeitschrift für direkte Demokratie 2/04, Juni–August 2004, Andreas Kost: Zum Beispiel NRW: Bürgerbegehren und Bürgerentscheid – Themen, Hürden und Akteure, S. 23–25.
- in: Das Parlament (Themenausgabe „Zukunft der Kommunen“), Nr. 1/2, Berlin, 3/10. Januar 2005, Andreas Kost: Der Siegeszug der Süddeutschen Ratsverfassung. Ein Überblick über die verschiedenen kommunalpolitischen Strukturen in den Bundesländern,
- in: Kathrin Groh / Christine Weinbach (Hrsg.), Zur Genealogie des politischen Raums. Politische Strukturen im Wandel, Wiesbaden 2005, VS Verlag für Sozialwissenschaften. Andreas Kost: Politische Partizipation auf kommunaler Ebene, S. 115–129, S. 115–129.
- in: Ders. (Hrsg.), Direkte Demokratie in den deutschen Ländern, Wiesbaden 2005, VS Verlag für Sozialwissenschaften,
  - Andreas Kost: Direkte Demokratie in der Bundesrepublik Deutschland – eine Einführung, S. 7–13.
  - Andreas Kost: Direkte Demokratie in Nordrhein-Westfalen, S. 183–203.
- in: Aus Politik und Zeitgeschichte (Themenausgabe Direkte Demokratie), 10/2006, 6. März 2006. Andreas Kost: Bürgerbegehren und Bürgerentscheid in Deutschland, S. 25–31.
- in: Stefan Goch / Ralf Piorr (Hrsg.), Wo das Fußballherz schlägt. Fußball-Land Nordrhein-Westfalen, Essen 2006, Klartext Verlag,
  - Andreas Kost: Nordrhein-Westfalen – Land mit (Fußball-)Kultur, S. 11–13.
  - Andreas Kost: Manchmal auch ein wenig närrisch – Die Vereine im Nordrhein, S. 330–339.
- in: Albert Günther / Edmund Beckmann, Kommunal-Lexikon 2008 Basiswissen Kommunalrecht und Kommunalpolitik, Stuttgart 2008, Richard Boorberg Verlag. Andreas Kost: Vorwort, S. 6–7.
- in: Hermann K. Heußner / Otmar Jung (Hrsg.), Mehr direkte Demokratie wagen – Volksentscheid und Bürgerentscheid: Geschichte/Praxis/Vorschläge, München 2009 Olzog Verlag, Andreas Kost: Direkte Demokratie an Rhein und Ruhr, S. 257–270.
- in: Thomas Meyer / Udo Vorholt (Hrsg.), Demokratie durch Erziehung?, Bochum/Freiburg 2010, projekt verlag, Andreas Kost: Direkte Demokratie im Spannungsfeld politischer Legitimation und administrativer Restriktionen, S. 38–50.
- in: Andreas Kost / Hans-Georg Wehling (Hrsg.), Kommunalpolitik in den deutschen Ländern, Wiesbaden 2010, VS Verlag für Sozialwissenschaften, Andreas Kost: Direkte Demokratie auf kommunaler Ebene, S. 389–402, 2. Aufl.
- in: Andreas Kost / Hans-Georg Wehling (Hrsg.), Kommunalpolitik in den deutschen Ländern, Wiesbaden 2010, VS Verlag für Sozialwissenschaften, Andreas Kost und Hans-Georg Wehling: Kommunalpolitik in der Bundesrepublik Deutschland – eine Einführung, S. 7–18, 2. Aufl.
- in: Gotthard Breit / Tessa Debus / Peter Massing (Hrsg.), Hauptsache politische Bildung, Schwalbach/Ts. 2010, Wochenschau Verlag, Andreas Kost und Maria Springenberg-Eich: Der Mühen wert – politische Bildung im Auftrag des Staates, S. 139–147.
- Andreas Kost: Direkte Demokratie – Hürden und Perspektiven, Gesellschaft. Wirtschaft. Politik (GWP), Heft 2/2011, S. 213–226.
- Andreas Kost: Wenige Gelegenheiten – hohe Hürden. Volksabstimmungen in Deutschland auf Länderebene, PUBLICUS, 2011.12.
- in: Barbara Remmert / Hans-Georg Wehling (Hrsg.), Die Zukunft der kommunalen Selbstverwaltung, Stuttgart 2012, Richard Boorberg Verlag, Andreas Kost: Mehr direkte Demokratie in den Kommunen?, S. 130–143.
- in: David H. Gehne, Bürgermeister. Führungskraft zwischen Bürgerschaft, Rat und Verwaltung, Stuttgart 2012, Richard Boorberg Verlag, Andreas Kost: Vorwort, S. 5–6.
- in: Martin Junkernheinrich / Wolfgang H. Lorig (Hrsg.), Kommunalreformen in Deutschland, Baden-Baden 2013, Nomos Verlag, Andreas Kost: Bürgerpartizipation in Kommunen, S. 191–205.
- in: Stefan Marschall (Hrsg.), Parteien in Nordrhein-Westfalen, Essen 2013, Klartext Verlag, Andreas Kost: Direkte Demokratie und Parteien in Nordrhein-Westfalen – Ein Nullsummenspiel?, S. 145–163.
- in: Wolfgang Sander (Hrsg.), Handbuch politische Bildung, Schwalbach/Ts. 2014, Wochenschau Verlag, Andreas Kost und Hans-Georg Golz: Die Bundeszentrale und die Landeszentralen für politische Bildung, S. 156–164, 4. Aufl.
- in: Paul Witt (Hrsg.), Karrierechance Bürgermeister. Leitfaden für die erfolgreiche Kandidatur und Amtsführung, Stuttgart 2016, Richard Boorberg Verlag, Andreas Kost: Bürgermeister in Nordrhein-Westfalen, S. 245–259, 2. Aufl.
- Andreas Kost: Direkte Demokratie im politischen Mehrebenensystem der Bundesrepublik, Gesellschaft. Wirtschaft. Politik (GWP), Heft 2/2016, S. 223–231.
- in: Christoph Bieber / Andreas Blätte / Karl-Rudolf Korte / Niko Switek (Hrsg.), Regieren in der Einwanderungsgesellschaft. Impulse zur Integrationsdebatte aus Sicht der Regierungsforschung, Wiesbaden 2017, Springer VS, Andreas Kost: Kommunalpolitik und Bürgerbeteiligung in der Einwanderungsgesellschaft, S. 33–37.
- in: Harald Bergbauer (Koord.), Parteien und Landtagswahlen in Bayern. Die Landtagswahl 2013 in der Analyse, München 2018, Bayerische Landeszentrale für politische Bildungsarbeit, Andreas Kost: Direkte Demokratie in Bayern aus bundesdeutscher Perspektive, S. 228–247.
- Andreas Kost: Mehrwert direkter Demokratie?, Forschungsjournal Soziale Bewegungen. Analysen zu Demokratie und Zivilgesellschaft, Heft 1–2 – Juni 2018, S. 439–442.
- in: Andreas Kost / Peter Massing / Marion Reiser (Hrsg.), Handbuch Demokratie, Frankfurt am Main 2020, Wochenschau Verlag, Andreas Kost: Direkte und repräsentative Demokratie, S. 79–90